# Sportfreunde Uevekoven
Sportfreunde Uevekoven (offiziell: Sportfreunde 1930 Uevekoven e.V.) ist ein Sportverein aus dem Wegberger Stadtteil Uevekoven im Kreis Heinsberg. Die erste Fußballmannschaft der Frauen nahm einmal am DFB-Pokal teil.

## Geschichte
Der Verein wurde am 7. April 1930 gegründet. 

### Frauenfußball
Im Jahre 1993 stellten die Sportfreunde erstmals eine Frauenmannschaft. Bereits vier Jahre später stieg die Mannschaft in die Landesliga Mittelrhein auf, mussten aber nach einem Jahr wieder absteigen. Es folgte der direkte Wiederaufstieg, dem im Jahre 2001 der Aufstieg in die Verbandsliga Mittelrhein folgte. Auch hier mussten die Sportfreunde nach einem Jahr wieder absteigen. 2004 gelang der erneute Sprung in die Verbandsliga, wo die Mannschaft 2007 und 2012 jeweils den dritten Platz erreichte. Ebenfalls 2012 konnten die Sportfreunde den Mittelrheinpokal durch einen 2:1-Finalsieg über Fortuna Köln gewinnen.
Damit qualifizierte sich die Mannschaft für den DFB-Pokal, wo die Uevekovenerinnen in der ersten Runde dem VfL Sindelfingen mit 1:3 unterlagen. 2013 wurde die Mannschaft Vizemeister der Mittelrheinliga hinter der zweiten Mannschaft des 1. FC Köln und unterlag im Endspiel des Mittelrheinpokals Fortuna Köln mit 1:2 nach Verlängerung. Ein Jahr später wurden die Sportfreunde erneut Vizemeister der Mittelrheinliga, dieses Mal hinter Fortuna Köln. Im Jahre 2016 gelang dann als Meister der Aufstieg in die Regionalliga West. Zwei Jahre später stiegen die Sportfreundinnen wieder ab und mussten 2025 den Gang in die Landesliga antreten.

### Männerfußball
Die Männer der Sportfreunde Uevekoven spielten jahrzehntelang lediglich auf Kreisebene, bevor sie im Jahre 1998 erstmals in die Bezirksliga aufsteigen konnten. Vier Jahre später wurden die Uevekovener Vizemeister der Bezirksliga hinter Alemannia Mariadorf. Nach einem 6:3-Entscheidungsspielsieg nach Verlängerung über den SV Eilendorf gelang der Aufstieg in die Landesliga Mittelrhein. Im Jahre 2004 stiegen die Sportfreunde wieder in die Bezirksliga ab und mussten sechs Jahre später den Gang in die Kreisliga A antreten. Nach dem Aufstieg im Jahre 2014 spielten die Sportfreunde wieder in der Bezirksliga, ehe es drei Jahre später wieder in die Kreisliga A runterging. Zur Saison 2018/19 stiegen sie in die Kreisliga B ab.
Im Jahre 2022 stiegen die Sportfreunde wieder in die Kreisliga A auf und schafften in der folgenden Spielzeit den Durchmarsch in die Bezirksliga. Dort gelang 2025 der Aufstieg in die Landesliga.